# Marcusenius pongolensis
Marcusenius pongolensis és una espècie de peix pertanyent a la família dels mormírids i a l'ordre dels osteoglossiformes.

## Etimologia
Marcusenius fa referència a l'alemany Johann Marcusen (el primer ictiòleg a estudiar els mormírids de forma sistemàtica), mentre que l'epítet pongolensis al·ludeix a la seua localitat tipus: el riu Pongola a Sud-àfrica.

## Descripció
21-24 radis tous a l'aleta dorsal i 27-29 a l'anal. 70-76 escates a la línia lateral i 15-20 al voltant del peduncle caudal. Aleta caudal forcada. Boca terminal. Els mascles, en acostar-se a llur maduresa sexual, desenvolupen un tret cridaner i característic a la base de l'aleta anal, ja que alguns dels primers radis es fan més llargs, forts i, sovint, corbats cap enrere en oposició als de les femelles i immadurs (llur base és recta). Presència d'un òrgan elèctric.

## Reproducció
Assoleix la maduresa sexual durant el seu primer any de vida, quan el mascle arriba als 134 mm de longitud i la femella als 119.

## Hàbitat i distribució geogràfica
És un peix d'aigua dolça, demersal i de clima tropical, el qual viu a Àfrica: els canals, les llacunes, les aigües estancades de les planes d'inundació i els rius costaners de corrent ràpid, substrat rocallós i vorejats de vegetació densa subtropical o tropical que desguassen a l'Índic des dels rius Incomati i Limpopo al nord fins al riu Mhlatuze a KwaZulu-Natal al sud, incloent-hi el riu Pongola, Moçambic Sud-àfrica (Gauteng, KwaZulu-Natal, la província de Limpopo i Mpumalanga) i Eswatini.

## Observacions
És inofensiu per als humans, el seu índex de vulnerabilitat és de baix a moderat (27 de 100) i roman durant el dia entre la xarxa d'arrels submergides dels arbres riberencs. Les seues principals amenaces són la sedimentació a les conques superiors de Eswatini (a causa dels usos agrícoles i forestals) i la contaminació industrial, la sedimentació i les tècniques forestals a Sud-àfrica.